# Хуан Арготе
Хуан Хорхе Арготе (ісп. Juan Jorge Argote; 30 листопада 1905 — дата смерті невідома) — болівійський футболіст, що грав на позиції півзахисника, зокрема, за клуб «Болівар», а також національну збірну Болівії.

## Клубна кар'єра
Грав за команду «Болівар» з Ла-Паса.

## Виступи за збірну
1930 року дебютував в офіційних матчах у складі національної збірної Болівії.
У складі збірної був учасником чемпіонату світу 1930 року в Уругваї, де зіграв проти Югославії (0:4), а проти Бразилії (0:4) залишився в запасі.
Подальша кар'єра у складі національної збірної Болівії наразі невідома.